# Campionati europei di tuffi 2025 - Trampolino 1 metro maschile
La gara del trampolino maschile da 1 metro ai campionati europei di tuffi 2025 si è svolta il 26 maggio 2025 presso la Gloria Sports Arena di Antalya. Hanno preso parte alla competizione diciannove atleti

## Risultati

### Qualificazioni
| Pos. | Atleta                   | Punti  | Gap    | Note |
| ---- | ------------------------ | ------ | ------ | ---- |
| 1    | Moritz Linus Wesemann    | 413.80 |        | Q    |
| 2    | Lorenzo Marsaglia        | 375.15 | 38.65  | Q    |
| 3    | Danylo Konovalov         | 368.75 | 45.05  | Q    |
| 4    | Andrzej Rzeszutek        | 356.35 | 57.45  | Q    |
| 5    | Giovanni Tocci           | 339.15 | 74.65  | Q    |
| 6    | Elias Petersen           | 337.75 | 76.05  | Q    |
| 7    | Max Linan Canela         | 328.95 | 84.85  | Q    |
| 8    | Matej Nevescanin         | 326.95 | 86.85  | Q    |
| 9    | Alexandru Avasiloae      | 322.20 | 91.60  | Q    |
| 10   | Isak Borslien            | 319.80 | 94.00  | Q    |
| 11   | Bohdan Chyzhovskyi       | 314.80 | 99.00  | Q    |
| 12   | Hugo Thomas              | 310.85 | 102.95 | Q    |
| 13   | Martynas Lisauskas       | 310.50 | 103.30 | R    |
| 14   | Leon Baker               | 293.85 | 119.95 | R    |
| 15   | Folke Barenius           | 289.70 | 124.10 |      |
| 16   | Tornike Onikashvili      | 287.05 | 126.75 |      |
| 17   | Sebastian Konecki        | 268.80 | 145.00 |      |
| 18   | Juan Pablo Cortes Zapata | 266.95 | 146.85 |      |
| 19   | Theofilos Afthinos       | 259.65 | 154.15 |      |
| 20   | Juho Junttila            | 255.90 | 157.90 |      |
| 21   | Irakli Sakandelidze      | 231.30 | 182.50 |      |
| -    | Jonas Brockstedt Madsen  | DNS    | DNS    |      |

### Finale
| Pos. | Atleta                | Punti  | Gap   |
| ---- | --------------------- | ------ | ----- |
|      | Moritz Linus Wesemann | 400.60 |       |
|      | Lorenzo Marsaglia     | 391.75 | 8.85  |
|      | Danylo Konovalov      | 390.55 | 10.05 |
| 4    | Andrzej Rzeszutek     | 380.90 | 19.70 |
| 5    | Giovanni Tocci        | 378.30 | 22.30 |
| 6    | Bohdan Chyzhovskyi    | 369.25 | 31.35 |
| 7    | Matej Nevescanin      | 360.15 | 40.45 |
| 8    | Max Linan Canela      | 344.15 | 56.45 |
| 9    | Alexandru Avasiloaie  | 336.80 | 63.80 |
| 10   | Isak Borslien         | 324.75 | 75.85 |
| 11   | Hugo Thomas           | 317.85 | 82.75 |
| 12   | Elias Petersen        | 312.00 | 88.60 |